# Проект «Эдем»
Проект «Эдем» (англ. Eden Project; корн. Edenva; в русском переводе также встречается название «Райский сад») — ботанический сад в графстве Корнуолл, в Великобритании. Включает оранжерею, состоящую из нескольких геодезических куполов, под которыми собраны растения со всего мира. Площадь оранжерей составляет 22 000 м².
Ботанический сад расположен на рекультивированной территории карьера, где раньше добывался каолин. Проект находится на удалении полутора километров от города Сент-Блейзи и 4,8 километров от Сент-Остелл, крупнейшего города графства Корнуолл.
Комплекс состоит из двух оранжерей, каждая из которых представляет собой несколько соединённых геодезических куполов, под которыми содержится множество видов растений со всего мира. В оранжереях созданы биомы (единый природный комплекс, характеризующийся некоторым основным типом растительности или иной особенностью ландшафта), характерные для влажных экваториальных лесов и для средиземноморского климата.
Купола изготовлены из сотен шестиугольников и нескольких пятиугольников, соединяющих всю конструкцию. Каждый из шести- и пятиугольников изготовлен из прочного светопроницаемого пластика. В первой оранжерее представлена тропическая растительность, во второй — средиземноморская растительность.
Идея проекта принадлежит Тиму Смиту, проект разработан архитектором Николасом Гримшоу и инжиниринговой компанией «Энтони Хант и партнеры» (в настоящее время является частью компании «Синклер Найт Мерц»). Дэвис Лангдон являлся разработчиком проекта, компания MERO выполнила проектирование и строительство оранжерей. Срок реализации проекта — 2,5 года. Открытие состоялось 17 марта 2001 года.

## Местоположение

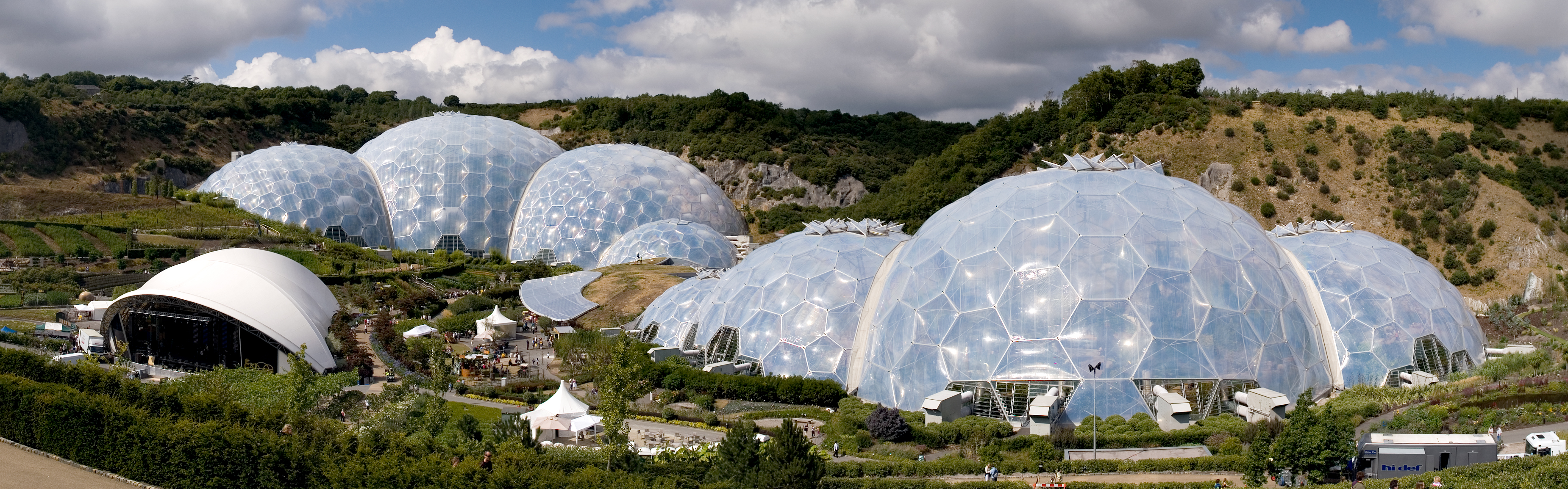
Панорама куполов проекта «Эдем».

Проект сооружен в неиспользуемом каолиновом карьере. Вокруг оранжерей имеется извилистая прогулочная дорожка, с которой открываются виды на оранжереи, на обрабатываемые поля вокруг них, включая огороды, и на скульптуры, среди которых гигантская пчела и робот, изготовленный из старых электроприборов.

## История
Визит-центр, первая часть проекта, открылся для посещения в мае 2000 года. Полностью объект начал функционировать в открытом режиме 17 марта 2001 года.
«Проект Эдем» был одним из мест, где проходили съёмки фильма «Умри, но не сейчас», 20-го из серии фильмов о похождениях Джеймса Бонда, с Пирсом Броснаном в главной роли.
2 июля 2005 года на территории комплекса состоялся концерт «Африка зовёт» из серии концертов Live 8.
Некоторые растения в африканском саду Британского музея были привезены из оранжерей комплекса.
В 2005 году было запущено «Время подарков» на зимние месяцы, с ноября по февраль. В это время был организован ледовый каток на озере, открыт маленький кафе-бар, а также проведен рождественский базар. Корнуоллские музыкальные коллективы регулярно выступают в биомах.
С 2002 года «Проект Эдем» проводит музыкальные представления под названием Eden Sessions. В них принимали участие Эми Уайнхаус, Джеймс Моррисон, Брайан Уилсон, Лили Аллен, рок-группы Muse, Snow Patrol, Pulp, The Magic Numbers.
В 2008 году среди наиболее известных гостей были рок-группы The Verve, Kaiser Chiefs, певица KT Tunstall (Кейт Виктория Танстолл). В 2008 году здесь также прошло первое комедийное представление, ведущим которого был Билл Бэйли.
Летом 2009 года группа Оазис (Oasis) планировала провести концерт в рамках их тура в поддержку альбома Dig Out Your Soul.

## Биомы
На дне карьера расположены два крытых оранжерейных комплекса.
В одном из них воспроизведен биом влажного экваториального леса. Этот оранжерейный комплекс является крупнейшим в мире и занимает 1,559 га, достигая 55 м в высоту, 100 м в ширину и 240 м в длину — пространство, достаточное, чтобы разместить под куполом лондонский Тауэр.
В оранжерее произрастают тропические растения: плодоносящие бананы, кофейные деревья, каучуковые деревья и гигантский бамбук; поддерживаются температурные условия и влажность, соответствующая экваториальному поясу.

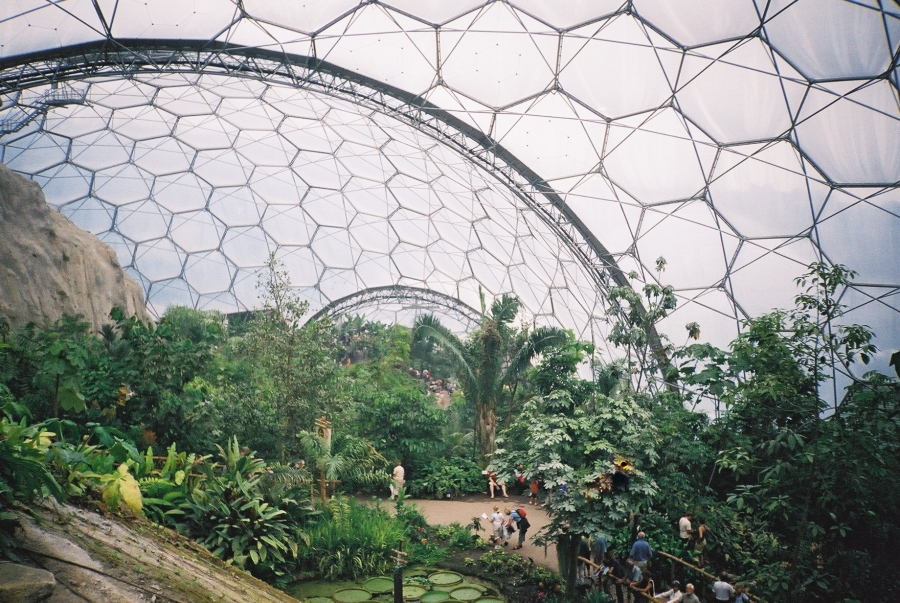
Внутри тропической оранжереи

Средиземноморский биом занимает площадь 0,654 га; максимальные значения: 35 м в высоту, 65 м в ширину и 135 м в длину. Произрастают растения, характерные для Средиземноморья: оливковые деревья, виноградная лоза; оранжерея украшена разнообразными скульптурами.
Третий биом, расположенный на открытом воздухе, содержит растения умеренного пояса, в том числе такие как подсолнух, лаванда, чай, хмель и др.

## Конструкция
Геодезические купола имеют каркас из стальных труб, образующих шестиугольные рамы с наружными панелями из термопластика ETFE (этилентетрафторэтиленовых «подушек»). Диаметр стальных трубок, из которых состоит каркас, всего 193 мм — филигранная структура сродни паучьей сети. От использования стекла было решено отказаться из-за его веса и потенциальной опасности. Наружные панели изготовлены из многослойной плёнки (прозрачной фольги) ETFE, пропускающей ультрафиолетовые лучи. По сравнению со стеклом ETFE стоит вдвое меньше, имеет лучшие качества температурной изоляции и пропускает больше ультрафиолета, что для растений чрезвычайно важно. Она весит 1 % от веса стекла, делая всю структуру легче, чем воздух, в ней содержащийся: если ветер подует в нужном направлении, и если не будет достаточного крепежа, пузыри просто унесёт. Другой недостаток в том, что срок службы фольги — 25 лет (возможно, к сроку замены фольги ETFE будет изобретен новый, ещё более подходящий для данных нужд материал). Панели скреплены по периметру и наполнены воздухом, образуя таким образом большую воздушную подушку, предохраняющую оранжереи от потери тепла. Материал ETFE устойчив к большинству загрязнений, которые просто смываются дождём. При необходимости мытьё наружной поверхности может быть организовано при помощи альпинистов.

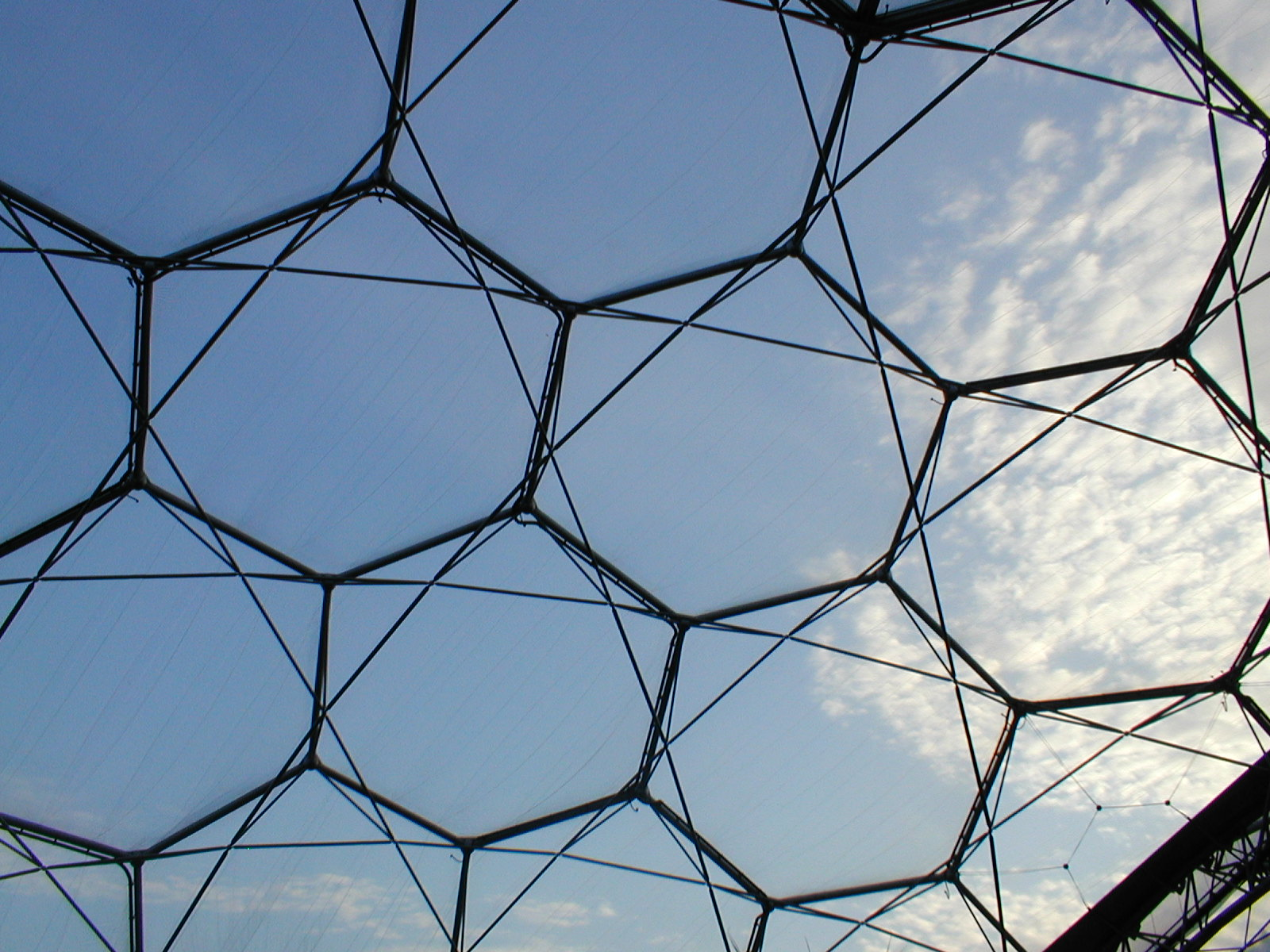
Ячеистая структура: вид изнутри

В оранжереях функционирует компьютерная система климатического контроля, которая регулирует температуру и влажность в каждом куполе. Система климатического контроля была разработана и установлена компанией HortiMaX Ltd (официально называется Van Vliet Automation), которая также ответственна за текущее поддержание и обслуживание системы климатического контроля и мониторинга.

## Природоохранное значение
Проект «Эдем» имеет образовательный компонент, связанный с природоохранным просвещением, сфокусированным на взаимосвязи растительного мира и человечества. Растения в оранжереях описаны по их применению в медицинских целях.
Для поддержания требуемого уровня влажности в оранжереях и для обслуживания санитарных нужд используется очищенная дождевая вода, собирающаяся на дне карьера. Водопроводная вода используется только для рукомойников и в целях приготовления пищи. Электричество в комплекс поступает с ветрогенераторов.

## Галерея

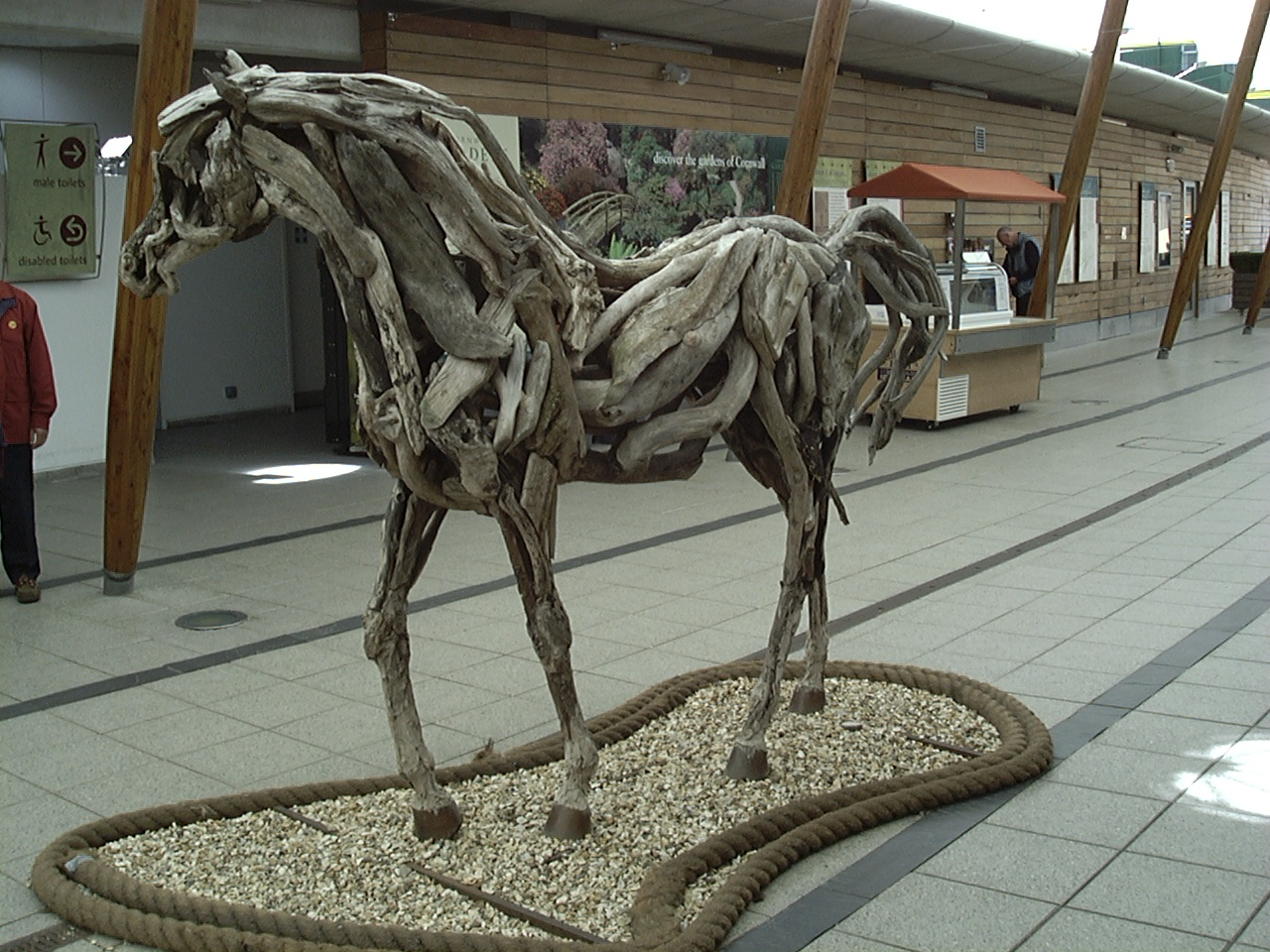
Скульптура из плавника
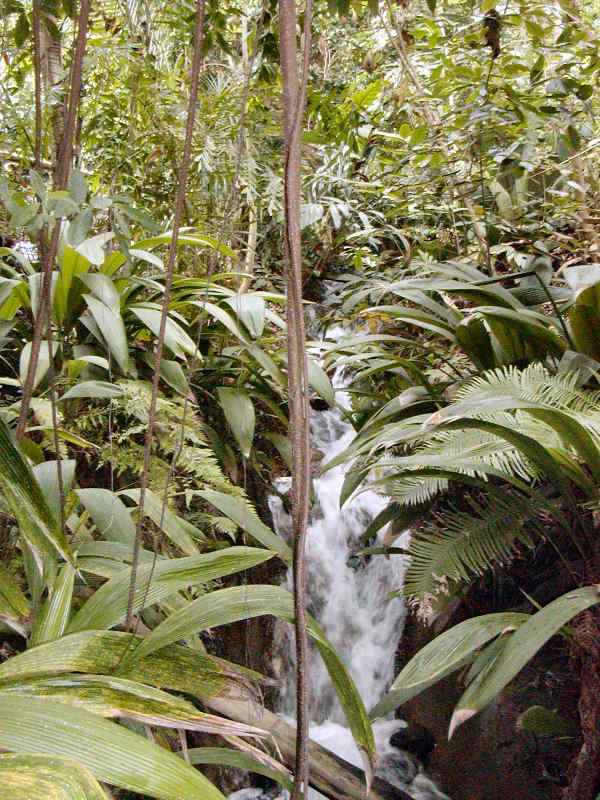
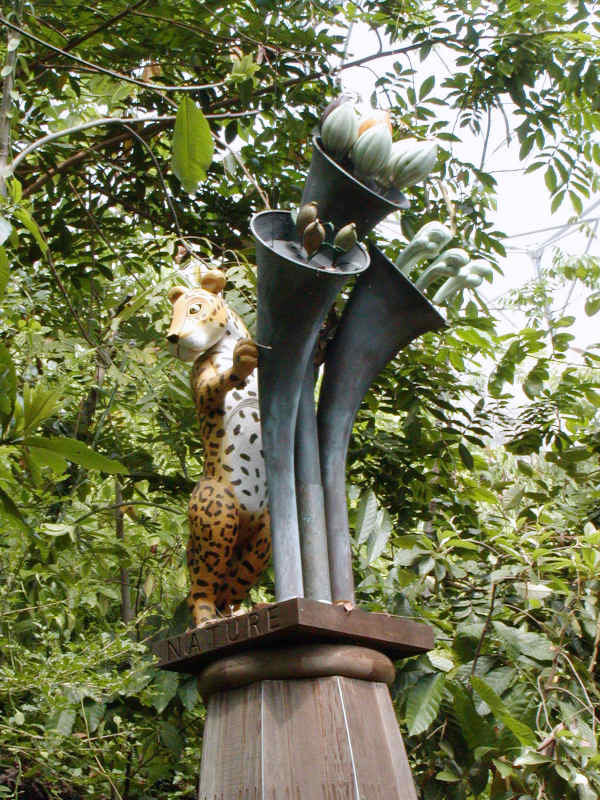
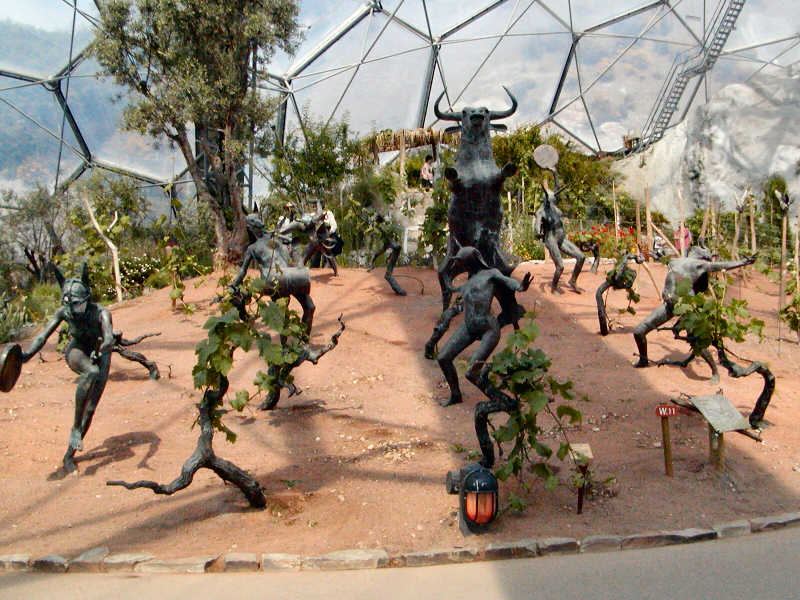
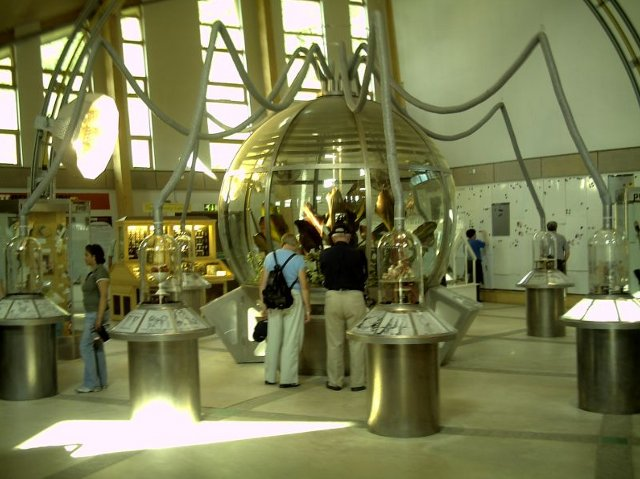
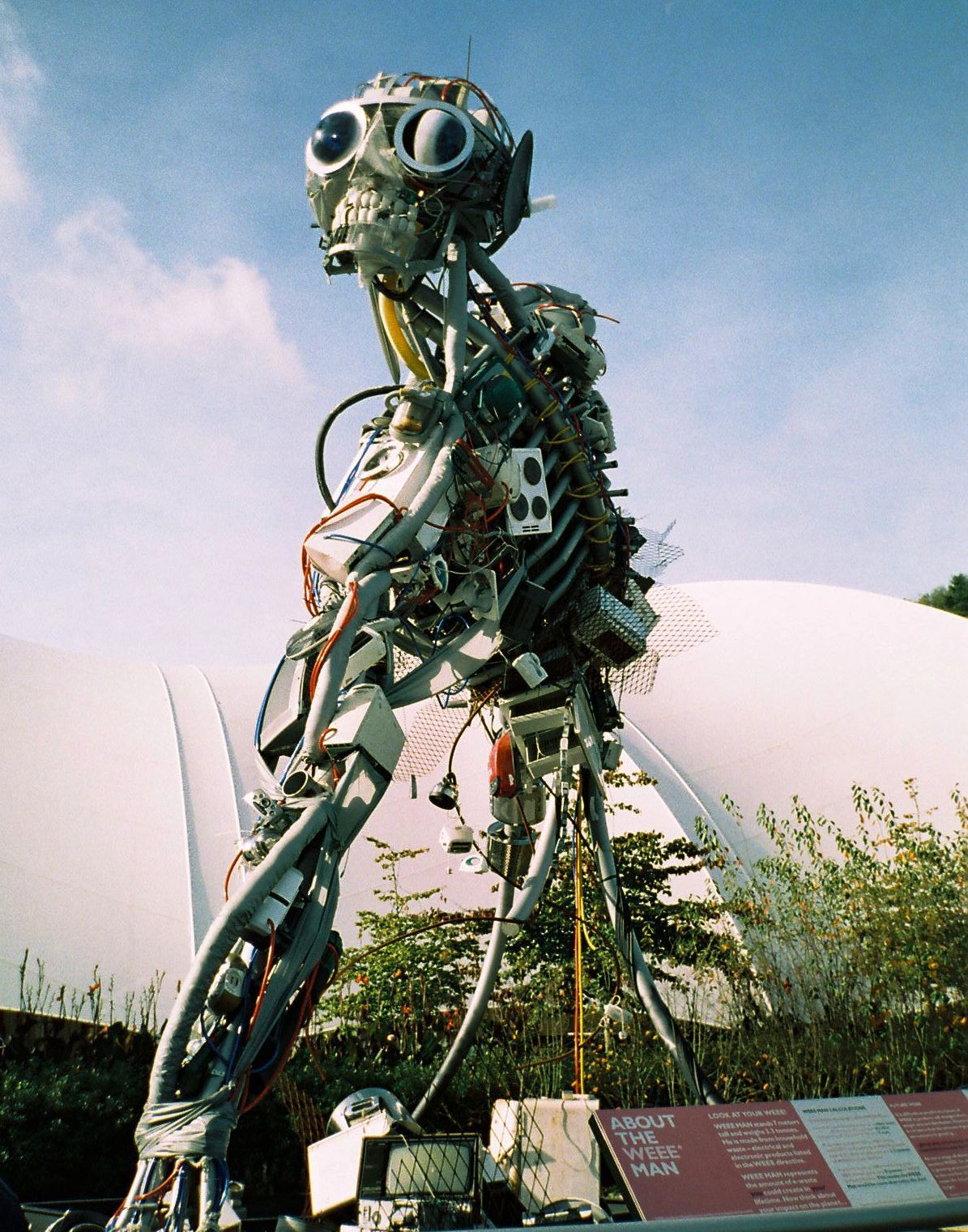
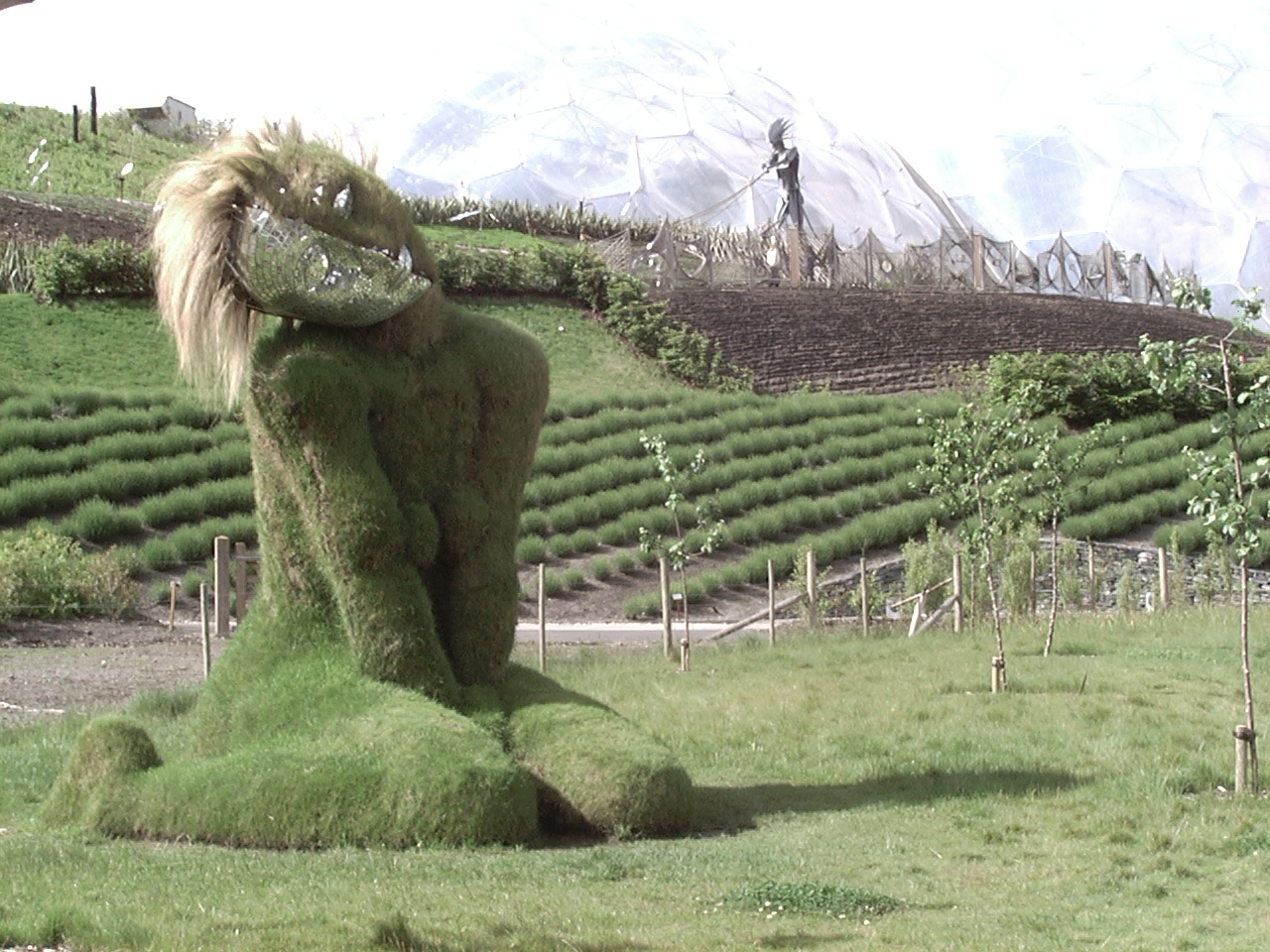
Скульптура Евы
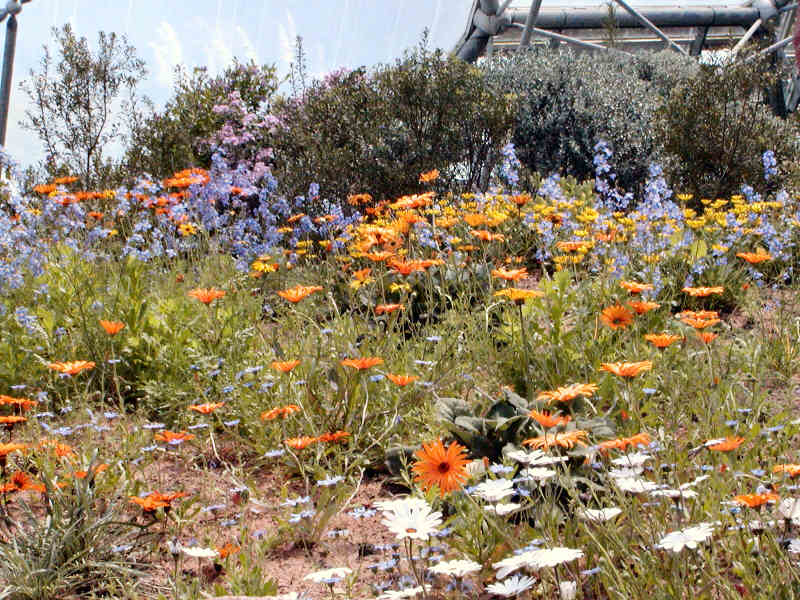
Цветы прерий в «Эдеме»
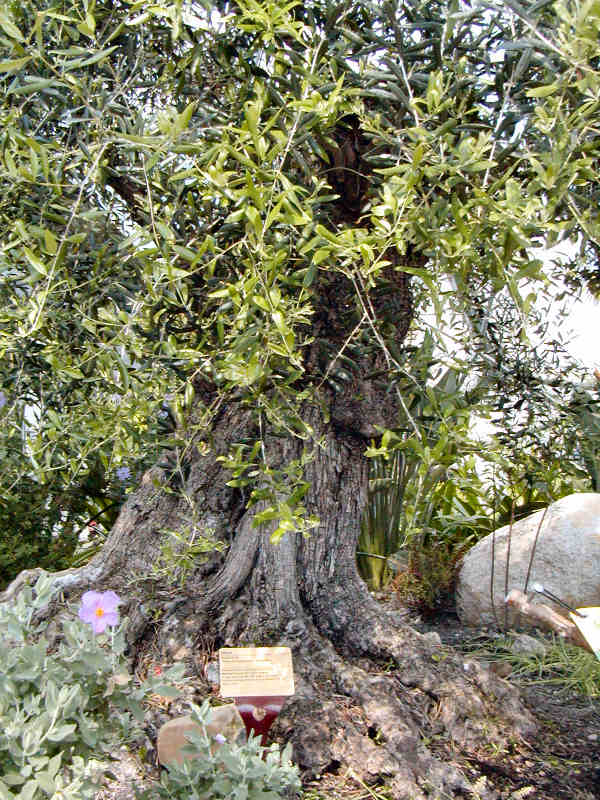
Олива
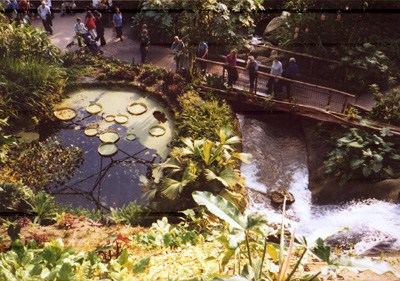
Тропическая оранжерея